# Mago Cristal
Mago Cristal, pseudonimo di Franco Bettazzi (Capalle, 18 dicembre 1948 – Campi Bisenzio, 20 dicembre 1993), è stato un illusionista italiano.

## Biografia
Fin da bambino dimostrò una grande passione per i giochi di prestigio e gli animali e iniziò presto ad esibirsi in pubblico nella propria zona nell'ambito delle feste dell'Unità e delle manifestazioni parrocchiali, dimostrando una grande abilità soprattutto nei giochi di carte e con le palline. Dopo un periodo di specializzazione trascorso al Club Magico di Bologna, Cristal raggiunse la notorietà a livello nazionale quando, il 2 settembre 1977, replicò il numero del suo idolo Harry Houdini facendosi chiudere incatenato in un baule poi calato nell'Arno e riemergere in un minuto. Fu l'inizio di una carriera che lo vide protagonista di numerose trasmissioni televisive (tra cui Portobello, dove presentò il pardoleo, inedito incrocio tra un leopardo ed una tigre) e di numerosi spettacoli, che perfezionò anche con una trasferta a Las Vegas.
Franco Bettazzi morì ucciso dalla sua tigre siberiana che aveva allevato in casa e che era stata al suo fianco in numerosi spettacoli.